# Thiên sư Đạo

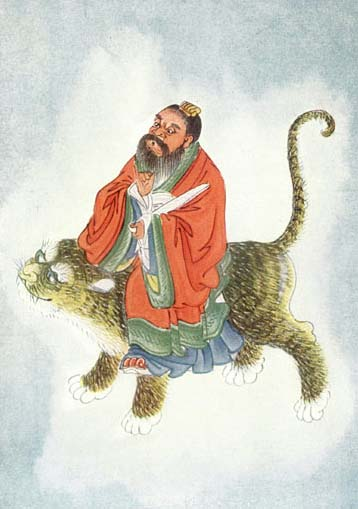
Trương Đạo Lăng, người sáng lập tông phái

Thiên sư Đạo (chữ Hán: 天师道), còn gọi là Ngũ Đấu Mễ Đạo (五斗米道, nghĩa là "đạo Năm Đấu Gạo"), Chính Nhất Đạo (正一道), Chính Nhất Minh Uy Chi Đạo (正一盟威之道), là một giáo phái ra đời trong giai đoạn đầu của Đạo giáo, tức cuối đời Đông Hán (25–220) trong lịch sử Trung Quốc, do Trương Lăng (34–156) sáng lập. Ban đầu, tôn giáo này không có tên gọi chính thức, thường được gọi là Ngũ Đấu Mễ Đạo do khi các tín đồ nhập giáo đều phải nộp 5 đấu gạo, do đó mà thành tên. Từ đời Đông Tấn trở đi Ngũ Đấu Mễ Đạo được gọi là Thiên Sư Đạo, từ đời nhà Nguyên trở đi gọi là Chính Nhất Đạo. Sau này lấy Long Hổ Sơn làm trung tâm truyền giáo thì đổi tên thành Long Hổ Tông cho đến ngày nay.

## Tam Trương
Ngũ Đấu Mễ Đạo bắt đầu từ Trương thiên sư tên thật là họ Trương tên Lăng, người đất Phong (nay là huyện Phong, tỉnh Giang Tô), một hậu duệ của Trương Lương. Trương Lăng từ nhỏ đã nghiền Đạo Đức Kinh, thiên văn, địa lý, Hà Đồ, Lạc Thư, thông đạt Ngũ Kinh; khi trưởng thành từng làm quan huyện lệnh ở Giang Châu, thuộc Ba Quận (nay là Trùng Khánh, Tứ Xuyên), thời Hán Minh Đế. Về sau, ông từ quan, ẩn cư trong núi Bắc Mang Sơn học đạo trường sinh. Thời Hán Thuận Đế (khoảng 115 TCN - 20 SCN đến 144 SCN) Trương Lăng vào Ba Thục, tu đạo ở núi Hạc Minh Sơn (cũng gọi Cốc Minh Sơn), xưng là Tam Thiên Pháp Sư Chính Nhất Chân Nhân. Về sau khi truyền đạo trong dân gian, nói rằng mình được Thái Thượng Lão Quân truyền đạo Chính Nhất Minh Uy, phong làm Thiên Sư. Vì vậy, dân gian gọi đạo của ông là Thiên Sư Đạo.
Trước tiên ông trị bệnh để thu hút quần chúng và sau đó là truyền đạo. Khi quy tụ được đông đảo quần chúng, Trương Lăng (bấy giờ bắt đầu gọi là Trương Đạo Lăng hay Trương Thiên Sư) tổ chức 24 điểm truyền đạo gọi là 24 Trị, trong đó ba trung tâm lớn là Dương Bình Trị, Lộc Đường Trị, và Hạc Minh Trị.
Do người nhập đạo phải nộp 5 đấu gạo, do đó đạo này gọi tên là Ngũ Đấu Mễ Đạo (đạo 5 đấu gạo), cũng gọi là Mễ Vu (米巫) bởi vì đạo này chịu ảnh hưởng nặng nề của Vu giáo (巫教) của dân tộc thiểu số tại Ba Thục. Một cách giải thích khác là Ngũ Đấu Mễ đọc gần âm với Ngũ Đẩu Mẫu (五斗姆), tức là Bắc Đẩu Mẫu trong Ngũ Phương Tinh Đẩu, đứng đầu trong các sao. Hai cách giải thích này đều thông hành; có thể lúc lập giáo, Trương Lăng đã có chủ ý như vậy. Và cho phù hợp với Nhị Thập Bát Tú (28 sao), sau này 24 Trị phát triển thành 28 Trị.
Ban đầu Ngũ Đấu Mễ Đạo gồm các tín đồ dân dã, nhưng khi giáo phái phát triển, thu hút rất nhiều hào tộc, thế gia, thậm chí quan lại, thí dụ họ Vương và họ Tôn ở Lang Nha, họ Tạ và họ Ân ở quận Trần, họ Khổng ở Cối Kê, họ Chu ở Nghĩa Hưng, họ Hứa họ Đào và họ Cát ở Đan Dương... Trong khoảng đời Tấn, các sử gia gọi Ngũ Đấu Mễ Đạo là Thiên Sư Đạo. Tuy nhiên có sử gia cho rằng Ngũ Đấu Mễ Đạo là tên gọi dân dã, còn chính nội bộ tín đồ thì tự xưng giáo phái mình là Thiên Sư Đạo hoặc Chính Nhất Đạo.
Khi Trương Lăng mất, con là Trương Hành kế thừa việc truyền đạo. Khi Trương Hành qua đời, con của Trương Hành là Trương Lỗ kế vị. Cả ba đời ông cháu được người đời gọi là Tam Trương, nhưng trong nội bộ phải gọi là Tam Sư: Trương Lăng là Thiên Sư, Trương Hành là Tự Sư, và Trương Lỗ là Hệ Sư.
Trương Lỗ cai trị khu vực Ba Thục và Hán Trung gần 30 năm với một chính quyền hợp nhất tôn giáo với chính trị. Đến năm Kiến An 20 (tức năm 215), tháng 3, Tào Tháo đánh Hán Trung. Đến tháng 11, Trương Lỗ thua, phải dắt gia quyến và thuộc hạ về Nghiệp Thành quy hàng Tào. Tào Tháo dùng lễ trọng đãi Trương Lỗ để lợi dụng thế lực và ảnh hưởng của Trương Lỗ. Tào Tháo phong Trương Lỗ làm Trấn Nam Tướng Quân, tước Lương Trung Hầu. Năm người con của Trương Lỗ cũng được phong tước hầu. Tào Tháo và Trương Lỗ còn kết thông gia với nhau. Chính quyền của Trương Lỗ tại Ba Thục và Hán Trung bị diệt. Tuy nhiên Ngũ Đấu Mễ Đạo vẫn phát triển, dù tổ chức bị hỗn loạn, nhất là sau khi Trương Lỗ bệnh và mất. Tín đồ mạnh ai nấy truyền đạo, không theo phép tắc gì cả. Nhiều tế tửu lợi dụng tôn giáo để làm việc bất chính, hoang dâm.

## Cơ cấu tổ chức
Người mới nhập môn gọi là «quỷ tốt» (鬼卒); tu hành lâu năm lên «tế tửu» (祭酒); khi đủ trình độ cai quản một Trị thì gọi là «trị đầu đại tế tửu» (治頭大祭酒). Tất cả đều dưới quyền của «sư quân» (師君) là Trương Lỗ. Các tín đồ phải giữ giới và tin cậy nhau. Người lầm lỗi phải nhập "tĩnh thất" để sám hối ăn năn. Ngoài ra có chức vụ là «quỷ lại» (鬼吏), chịu trách nhiệm cúng cầu xin cho bệnh nhân mau khỏi bệnh. Khi cúng cầu khỏi bệnh và khỏi tội, cần lập 3 lá sớ viết tên bệnh nhân vào đó (gọi là Tam quan thủ thư 三官手書; tam quan là: Thiên, Địa, Thủy): Một đem lên núi, một chôn xuống đất, và một ném xuống nước.
Trương Lỗ còn lập ra nghi thức trai giới là Đồ thán trai pháp (涂炭齋法), tuy giản đơn nhưng được xem là khởi nguyên của nghi thức trai tiêu (齋醮) về sau của Đạo giáo. Các tế tửu còn có nhiệm vụ thuyết giảng Lão Tử Đạo Đức Kinh dựa vào bản chú của Trương Lỗ, gọi là Lão Tử Tưởng Nhĩ chú (老子想爾注). Ngoài việc dùng phù lục bùa chú để trị bệnh; cúng tế và trai giới để cầu xin giải tội và trừ tai nạn; tín đồ Ngũ Đấu Mễ Đạo còn thực hành thủ nhất, hành khí, phòng trung, v.v...
Trong phạm vi 28 Trị, Trương Lỗ thiết lập các nghĩa xá (義舍), cung cấp gạo thịt, thức ăn miễn phí cho người qua đường. Về mặt cai trị dân, Trương Lỗ dùng hình phạt khoan dung, cấm dân uống rượu, và thi hành nhiều biện pháp có lợi cho dân. Trong cục diện đại loạn cuối đời Hán, chỉ có khu vực Ba Thục và Hán Trung do Trương Lỗ cai trị là thái bình, do đó ảnh hưởng của Trương Lỗ rất lớn.
24 Trị ban đầu gọi là Chính trị (正治), gồm Thượng Bát Trị, Trung Bát Trị, và Hạ Bát Trị; còn 4 Trị tăng thêm về sau gọi là Biệt Trị (別治) hay Bị Trị (備治), gồm:
- Thượng Bát Trị là:

1. Dương Bình Trị (陽平治), tại huyện Cửu Lũng, châu Bành, quận Thục;
2. Lộc Đường [Sơn] Trị (鹿堂(山)治), tại huyện Miên Trúc, châu Hán;
3. Hạc Minh [Thần Sơn Thượng] Trị (鶴鳴[神山上]治), tại Hạc Minh Sơn, nay là huyện Đại Ấp, thành phố Thành Đô, tỉnh Tứ Xuyên;
4. Ly Nguyên Sơn Trị (漓沅山治), tại huyện Cửu Lũng, châu Bành, quận Thục;
5. Cát Quý Sơn Trị (葛瑰山治), tại huyện Cửu Lũng, châu Bành, quận Thục;
6. Canh Trừ Trị (庚除治), tại huyện Miên Trúc, quận Quảng Hán;
7. Tần Trung Trị (秦中治), tại huyện Đức Dương, quận Quảng Hán;
8. Chân Đa Trị (真多治), tại huyện Kim Đường.

- Trung Bát Trị là:

1. Xương Lợi Trị (昌利治), tại huyện Kim Đường;
2. Lệ Thượng Trị (隸上治), tại huyện Đức Dương, quận Quảng Hán;
3. Dũng Tuyền Sơn Thần Trị (涌泉山神治), tại huyện Tiểu Hán, quận Toại Ninh;
4. Trù Canh Trị (稠稉治), tại huyện Tân Tân, huyện Kiên Vi;
5. Bắc Bình Trị (北平治), tại huyện Bành Sơn, châu Mi;
6. Bản Trúc Trị (本竹治), tại huyện Tân Tân, châu Thục;
7. Mông Tần Trị (蒙秦治), tại huyện Đài Đăng, quận Việt Huề;
8. Bình Cái Trị (平蓋治), tại huyện Tân Tân, châu Thục.

- Hạ Bát Trị là:

1. Vân Đài Sơn Trị (雲台山治), tại huyện Thương Khê, châu Lương, quận Ba Tây;
2. Tận Khẩu Trị (濜口治), tại huyện Giang Dương, quận Hán Trung;
3. Hậu Thành Sơn Trị (後城山治), tại huyện Thập Phương, châu Hán;
4. Công Mộ Trị (公慕治), tại huyện Thập Phương, châu Hán;
5. Bình Cương Trị (平岡治), tại huyện Tân Tân, châu Thục;
6. Chủ Bạc Sơn Trị (主簿山治), tại huyện Bồ Giang, châu Cung;
7. Ngọc Cục Trị (玉局治), tại cửa Nam của Thành Đô;
8. Bắc Mang Sơn Trị (北邙山治), tại huyện Lạc Dương, Đông Đô.

- 4 Biệt Trị (Bị Trị) đều ở phía đông bắc của Kinh Sư Lạc Dương:

1. Cương Đê Trị (岡氐治), tại núi Lan Vũ;
2. Bạch Thạch Trị (白石治), tại núi Huyền Cực;
3. Cụ Sơn Trị (具山治), tại núi Phạn Dương;
4. Chung Mậu Trị (鍾茂治), tại núi Nguyên Đông.

## Khởi nghĩa
Đầu đời Tây Tấn, một người quê ở quận Kiên Vi (nay thuộc Tứ Xuyên), tên là Trần Thụy nổi lên truyền đạo tại Ba Thục. Xưa kia Trần Thụy cũng theo Ngũ Đấu Mễ Đạo, nay tự xưng là Thiên Sư, mô phỏng và cải biên giáo quy. Khu vực truyền đạo cũng gọi là trị (hay đạo trị), người nhập môn phải nộp lễ vật gồm một đấu rượu và một con cá tươi. Các tín đồ nào mà trong nhà có việc tang chế hay thai sản thì trong vòng 100 ngày đều không được phép lui tới đạo trị. Trần Thụy cũng lập ra các chức tế tửu. Tế tửu nào có cha, mẹ, hay vợ qua đời thì không được mang khăn tang. Tế tửu cũng không được phép thăm viếng người bệnh hay người mới sinh con. Tín đồ theo Trần Thụy đông tới mấy ngàn người. Thanh thế càng ngày càng lớn. Năm Hàm Ninh thứ 3 (tức 277), quan trấn nhậm Ích Châu là thứ sử Vương Tuấn quy Trần Thụy vào tội bất hiếu và đem quân đánh dẹp, giết Trần Thụy và nhiều tế tửu cốt cán, đốt cháy các cơ sở truyền đạo (tức đạo trị). Quan thái thú Ba Thục vì là tín đồ của Trần Thụy nên bị bãi chức.
Không lâu sau khi Trần Thụy bị giết, vào các năm Vĩnh Ninh và Thái An (301-303) đời vua Tấn Huệ Đế, tại Tứ Xuyên nổi lên cuộc khởi nghĩa của các lưu dân ở Quan Lũng và tín đồ Ngũ Đấu Mễ Đạo (vốn là dân tộc thiểu số Tung) do Lý Đặc và Lý Hùng lãnh đạo. Lý Đặc là dân thiểu số Tung, theo Ngũ Đấu Mễ Đạo. Năm Vĩnh Ninh (301) Lý Đặc khởi nghĩa. Tháng Giêng năm Thái An (303) Lý Đặc kéo binh tấn công Thành Đô. Tháng 2, Lý Đặc tử trận, nghĩa binh chết thê thảm. Con của Lý Đặc là Lý Hùng dẫn tàn binh rút lui. Sau cùng, một nhánh quân khởi nghĩa do Phạm Trường Sinh (của Ngũ Đấu Mễ Đạo) chỉ huy đã trợ giúp lương thảo cho quân của Lý Hùng. Cùng năm này, họ lại tấn công Thành Đô, và lần này thành công. Lý Hùng năm Vĩnh Hưng nguyên niên (năm 304) xưng là Thành Đô Vương, tôn Phạm Trường Sinh làm vua, nhưng Phạm từ chối. Thế là tháng 6 năm Vĩnh Hưng thứ 2 (tức 305 CN) Lý Hùng xưng hoàng đế, lấy quốc hiệu là Đại Thành. Ngay khi Phạm Trường Sinh từ chối làm vua, Lý Hùng phong Phạm Trường Sinh làm Thừa tướng, rồi ban hiệu là Thiên Địa Thái Sư, và phong làm Tây Sơn Hầu. Phạm Trường Sinh mất, con là Phạm Bí được kế vị thừa tướng. Lý Hùng cai trị 30 năm, chính sách khoan dung; cả thế cục đại loạn mà vùng Ba Thục vẫn bình yên vô sự. Truyền ngôi đến đời thứ 3 là Lý Thọ thì đổi quốc hiệu là Hán, do đó sử sách gọi chính quyền Lý Hùng là Thành Hán. Chính quyền Thành Hán kéo dài 47 năm, trải 6 đời; đến năm Vĩnh Hòa thứ 3 đời Đông Tấn (năm 347) thì bị Hoàn Ôn diệt.
Trong giới tín đồ gốc sĩ tộc thế gia có Đỗ Tử Cung là đầu lĩnh ở Tiền Đường. Ông có nhiều đệ tử, xuất thân là thế gia đại tộc ở Giang Nam. Đỗ Tử Cung mất, môn đồ là Tôn Thái và Tôn Ân kế nghiệp. Tôn Ân vừa là cháu vừa là đệ tử của Tôn Thái. Tôn Thái tự xưng được chân truyền pháp thuật từ Tử Cung, nên tín đồ mê muội coi như thần nhân. Hiếu Vũ Đế (tại vị 373-396) đời Đông Tấn phong Tôn Thái làm Phụ Quốc Tướng Quân và phong làm thái thú ở Tân An. Tôn Thái lợi dụng tà thuật mê hoặc và quy tụ quần chúng, triều đình sợ Tôn Thái làm loạn nên sai Cối Kê Vương là Tư Mã Đạo Tử bắt Tôn Thái giết đi. Tôn Ân và dư đảng chạy trốn ra hải đảo, lập chí báo thù cho sư phụ. Rồi Tôn Ân cùng với em rể là Lư Tuần lãnh đạo khoảng 10 vạn tín đồ của 8 quận đánh Cối Kê (8 quận là: Cối Kê, Ngô Quận, Ngô Hưng, Nghĩa Hưng, Lâm Hải, Vĩnh Gia, Đông Dương, và Tân An). Chiếm được Cối Kê, Tôn Ân tự xưng là Chinh Đông Tướng Quân và gọi quân binh của mình là «trường sinh nhân». Triều đình phái quân chinh phạt. Năm Nguyên Hưng nguyên niên (năm 402), thuộc hạ Lưu Lao của Tôn Ân bại trận, bèn nhảy xuống biển tự trầm. Tôn Ân thua trận ở Lâm Hải cũng nhảy xuống biển tự trầm. Cho rằng Tôn Ân đã thành "thủy tiên", số tín đồ tự trầm theo hơn trăm người. Lư Tuần kế vị, chiến đấu ngoan cường. Năm Nghĩa Hi thứ 7 (năm 411) đời vua An Đế của Đông Tấn, Lư Tuần đánh Quảng Châu, nhưng bị đại bại, bèn chạy sang Giao Châu. Thứ sử Giao Châu là Đỗ Huệ Độ cùng các quan văn võ đánh tan quân Lư Tuần. Quân của Lư Tuần còn khoảng 2000 người. Dư đảng của Lý Tốn là Lý Thoát, thái thú Cửu Chân, nổi loạn, kết tập 5000 dân địa phương để giúp Lư Tuần đánh ở bến sông phía Nam thành Long Biên (tức Hà Nội của Việt Nam ngày nay). Binh của Đỗ Huệ Độ phóng đuốc trĩ vĩ (trĩ vĩ cự 雉尾炬) đốt chiến thuyền Lư Tuần. Lư Tuần nhảy sông tự trầm. Đỗ Huệ Độ cho vớt tử thi Lư Tuần và chặt đầu, gởi về Kiến Khang.
Tôn Ân và tín đồ Ngũ Đấu Mễ Đạo vốn tin tưởng vào Tam Quan (Thiên, Địa, Thủy), đặc biệt tin tưởng vào sự thành thủy tiên; cho nên khi khởi nghĩa thất bại họ đều nhảy xuống sông xuống biển. Người đời gọi là "tự trầm" (nhảy xuống nước tự tử) nhưng tín đồ gọi là "thủy giải" (giải thoát trong nước) hy vọng đó là cách giải thoát thành tiên.

## Cải cách
Có thể thấy, sau khi chính quyền tôn giáo và chính trị hợp nhất của Trương Lỗ bị diệt, Ngũ Đấu Mễ Đạo không bị diệt theo mà lại phát triển rộng khắp Trung Quốc. Tín đồ ngoài thành phần bình dân còn có thành phần hào tộc thế gia. Giai đoạn phát triển mạnh của Ngũ Đấu Mễ Đạo là thời Lưỡng Tấn. Quá trình phát triển của Ngũ Đấu Mễ Đạo gợi ra hai vấn đề: (1) Sự xung đột giữa Ngũ Đấu Mễ Đạo với chính quyền phong kiến: Ngũ Đấu Mễ Đạo phát khởi từ dân gian, trước bất công của xã hội phong kiến, họ phất cờ khởi nghĩa, hy vọng thành lập một xã hội thái bình và lý tưởng. (2) Tổ chức suy thoái: Kể từ Trương Lỗ hàng Tào Tháo, cơ cấu tổ chức của giáo phái này phát triển về số lượng, lan rộng khắp nơi, vượt ra khỏi phạm vi của Ba Thục và Hán Trung, nhưng về bản chất thì các giáo nghĩa và giáo qui đã lỏng lẻo và suy thoái. Các tế tửu tự tung tự tác, bừa bãi thu nạp tài sản của tín đồ. Từ các vấn đề này, Ngũ Đấu Mễ Đạo đã trải qua hai cuộc cải cách do đạo sĩ Khấu Khiêm Chi (Bắc Ngụy) và đạo sĩ Lục Tu Tĩnh (Nam Triều Tống) tiến hành. Khấu Khiêm Chi cải cách Ngũ Đấu Mễ Đạo (tức Thiên Sư Đạo) ở phương bắc nên nhánh này gọi là Bắc Thiên Sư Đạo, còn Lục Tu Tĩnh cải cách Ngũ Đấu Mễ Đạo ở phương nam nên nhánh này gọi là Nam Thiên Sư Đạo. Đến đời Tùy, Nam và Bắc Thiên Sư Đạo hợp nhất làm một. Khoảng đời Đường, sử sách không chép rõ diễn biến của Thiên Sư Đạo. Sau đời Đường, cháu của Trương Lăng tức là Trương Thịnh (con thứ tư của Trương Lỗ) tiếp tục truyền giáo tại Long Hổ Sơn ở Giang Tây. Núi này dần trở thành một trung tâm truyền bá Thiên Sư Đạo và giáo phái mang tên mới là Long Hổ Tông theo tên của nơi truyền đạo là Long Hổ Sơn, và giáo phái này bước qua một giai đoạn lịch sử mới.

### Khấu Khiêm Chi và Bắc Thiên Sư Đạo
Khấu Khiêm Chi, người Xương Bình, Thượng Cốc (nay thuộc Bắc Kinh), tự xưng là cháu đời thứ 13 của Ung Nô Hầu Khấu Tuần Chi đời Đông Hán, từ nhỏ mộ đạo, theo Trương Lỗ tu tập. Tu đạo lâu năm nhưng không hiệu quả, về sau ông gặp Thành Công Hưng (xưng là tiên) và theo Thành Công Hưng lên Hoa Sơn học đạo thuật, luyện thuốc, tịch cốc; rồi ẩn tu tại Tung Sơn. Sau 7 năm, ông dần dần nổi danh.
Ngũ Đấu Mễ Đạo tức Thiên Sư Đạo từ khi Trương Lăng lập giáo đã quy tụ nông dân, phất cờ khởi nghĩa, xung đột với triều đình phong kiến. Do đó triều đình luôn cảnh giác giáo phái này. Năm Thần Thụy thứ 2 (năm 415) triều Minh Nguyên Đế Thác Bạt Tự của Bắc Ngụy, Khấu Khiêm Chi tuyên bố Thái Thượng Lão Quân giáng lâm Tung Sơn, ban cho ông chức vị Thiên Sư, và ban cho bộ kinh «Vân Trung Âm Tụng Tân Khoa Chi Giới» gồm 20 quyển (gọi tắt là Tân Khoa), ra lệnh cho ông phải phổ truyền bộ Tân Khoa này, đồng thời chỉnh đốn Đạo giáo. Bộ kinh này (tất nhiên là sáng tác của Khấu Khiêm Chi) hiện nay đã mất nguyên bản. Bản Lão Quân Âm Tụng Giới Kinh chép trong Chính Thống Đạo Tạng gồm 1 quyển là bản còn sót lại của 20 quyển nguyên bản, có thể giúp hình dung ra nguyên bản. Quyển kinh này có 30 điều, đại khái thừa nhận địa vị Thiên Sư của Khấu Khiêm Chi, bàn về cải cách tổ chức của các trị (bãi bỏ ngụy pháp của Tam Trương, bãi bỏ chế độ cha truyền con nối của các tế tửu, bãi bỏ chế độ nhận tài vật, thuế và tô của tín đồ, v.v...), cách truyền phù lục, cách thụ giới, cách tu hành, cách viết tấu chương, cách cầu phúc trị bệnh, v.v... Năm Thái Thường thứ 8 (tức năm 423) triều Minh Nguyên Đế của Bắc Ngụy, Khấu Khiêm Chi lại tuyên bố chắt của Lão Quân là Lý Phổ Văn giáng lâm Tung Sơn và truyền cho ông bộ Lục Đồ Chân Kinh (trên 60 quyển), ra lệnh ông phải phụng trì kinh này và phò tá Bắc phương Thái Bình Chân Quân (sau này là đạo hiệu của Thái Vũ Đế).
Sau khi chuẩn bị các bước như trên, Khấu Khiêm Chi rời núi Tung Sơn và đến kinh đô của Bắc Ngụy là Bình Thành (nay là Đại Đồng, Sơn Tây). Ông kết giao với một quan đại thần tên là Thôi Hạo. Thông qua Thôi Hạo, ông dâng đạo thư lên Thái Vũ Đế Thác Bạt Đào. Thái Vũ Đế mới lên ngôi, bản thân hâm mộ Đạo giáo, nghe Thôi Hạo tán dương Khấu Khiêm Chi nên trọng đãi và tín nhiệm ông. Năm sau (năm 425), Thái Vũ Đế thiết lập Thiên Sư Đạo Trường ngay tại Bình Thành, lập đàn cao 5 tầng, tập hợp 120 đạo sĩ cúng tế cầu đảo mỗi ngày 6 lần. Năm 440, Khấu Khiêm Chi nói Thái Thượng Lão Quân giáng lâm bảo ông rằng Lão Quân đã ban đạo hiệu cho Thái Vũ Đế là Thái Bình Chân Quân. Thái Vũ Đế bèn cải niên hiệu là Thái Bình Chân Quân rồi đích thân đến đạo trường để nhận phù lục, và sau đó phong Khấu Khiêm Chi làm quốc sư. Thiên Sư Đạo từ đó cực thịnh. (Niên hiệu Thái Bình Chân Quân bắt đầu từ năm 440 đến 451.)
Lợi dụng Thái Vũ Đế hâm mộ Đạo giáo và bài xích Phật giáo, Khấu Khiêm Chi bắt đầu tiến hành cải cách Thiên Sư Đạo (tức Ngũ Đấu Mễ Đạo). Nội dung chủ yếu của cuộc cải cách là:
- Kiên quyết ngăn cấm việc lợi dụng tôn giáo để làm loạn, phản nghịch triều đình. Khấu Khiêm Chi tuyên bố những kẻ đại nghịch bất đạo này là tặc dân (賊民) ngu ác đã coi thường Lão Quân, do đó sẽ bị trừng phạt. Cốt lõi của sự cải cách của Khấu Khiêm Chi là ông đưa luân lý Nho giáo (đặc biệt nhấn mạnh trung hiếu) vào giới luật của Thiên Sư Đạo. Theo đó, tín đồ tuân thủ giới luật sẽ không làm loạn chống lại triều đình.
- Bãi bỏ chế độ ép buộc tín đồ nộp thuế bằng tiền và nộp tô bằng gạo. Khi Trương Lỗ thống trị Hán Trung, thiết lập chính quyền chính-giáo hợp nhất, mỗi giáo khu (tức là trị) vừa là đơn vị hành chánh do các tế tửu cai trị. Họ có quyền trưng thu thuế bằng tiền và tô bằng gạo và xử lý chúng. Khấu Khiêm Chi bãi bỏ chế độ này để trút gánh nặng cho tín đồ. Ông phê phán đó là ngụy pháp của Tam Trương, và ông chủ trương dùng Tân Khoa (do Lão Quân ban truyền) để trừ ngụy pháp.
- Khấu Khiêm Chi chỉnh đốn tổ chức của Thiên Sư Đạo, tăng cường giới luật. Sau khi Trương Lỗ mất, Ngũ Đấu Mễ Đạo (tức Thiên Sư Đạo) phát triển rộng khắp Trung Quốc, nhưng tổ chức hỗn loạn và giới luật lỏng lẻo. Khấu Khiêm Chi phản đối các tế tửu trưng thu tài vật của tín đồ; cấm tuyệt thuật phòng trung dâm uế giữa nam nữ; các tế tửu phải theo phép xưa của Nho giáo, khi cha mẹ chết thì phải để tang.
- Khấu Khiêm Chi bổ sung giới luật và trai nghi. Bổ sung các tiêu chuẩn đạo đức của Nho giáo như trung, hiếu, nhân, nghĩa, v.v... Đồng thời ông đề cao nghi thức trai tiêu. Ăn chay, tịch cốc, đạo dẫn chỉ có thể sống lâu, nhưng không thể trường sinh bất tử. Muốn trường sinh bất tử thì phải chú trọng trai tiêu. Trai (齋) là trai giới, tắm gội thanh khiết; tiêu (醮) là cúng bái thần linh đề cầu phúc giải tai họa. Trai tiêu (tục gọi là đạo trường 道場) là nghi thức truyền thống của Đạo giáo, tức là lập đàn cúng tế, đọc kinh, cầu đảo.
Cuộc cải cách của Khấu Khiêm Chi giải trừ sự mâu thuẫn xung đột giữa Đạo giáo với triều đình phong kiến vì nhờ bổ sung luân lý Nho giáo vào giới luật. Do đó một giáo phái ban đầu phát khởi từ dân gian đã phát triển thành tín ngưỡng của thành phần sĩ phu hào tộc, trở thành một công cụ phù hợp với nhu cầu của giai cấp phong kiến thống trị. Năm Thái Bình Chân Quân thứ 9 (tức năm 448) Khấu Khiêm Chi liễu đạo (83 tuổi).

### Lục Tu Tĩnh và Nam Thiên Sư Đạo
Lục Tu Tĩnh người Đông Thiên, Ngô Hưng (nay là huyện Ngô Hưng của Chiết Giang), là hậu duệ của thừa tướng Lục Khải của nước Ngô thời Tam Quốc. Thuở nhỏ ông theo nghiệp Nho, nhưng hâm mộ Đạo giáo. Khi trưởng thành ông thoát ly gia đình, vào núi tu luyện. Ông là tổ sư đời thứ 7 của Thượng Thanh Phái, rất nổi danh nên cuối những năm Nguyên Gia (424-452) đời Tống Văn Đế Lưu Nghĩa Long của Nam Triều, được mời vào cung giảng đạo thuyết pháp. Thái hậu sùng mộ Hoàng Lão nên bái Lục Tu Tĩnh làm thầy. Năm 461, ông ẩn tu tại Lư Sơn. Tống Minh Đế Lưu Úc của Nam Triều vốn hâm mộ và muốn hoằng dương Đạo giáo, nên cho xây Sùng Hư quán trên núi Thiên Ấn và mời Lục Tu Tĩnh trụ trì. Đạo giáo cực thịnh nhờ sự trọng vọng của triều đình. Năm 477, Lục Tu Tĩnh liễu đạo, các đệ tử đưa ông về Lư Sơn. Ông được ban thụy hiệu là Giản Tịch tiên sinh (簡寂先生), do đó đạo quán tại Lư Sơn đổi tên là Giản Tịch quán (簡寂觀). Sang đời Bắc Tống, vào những năm Tuyên Hòa (1119-1125), vua Tống Huy Tông phong cho Lục Tu Tĩnh là Đan Nguyên Chân Nhân (丹元真人). Đệ tử của ông có nhiều người nổi tiếng như Tôn Du Nhạc (398-489, sau là tổ sư đời thứ 8 của Thượng Thanh Phái), Lý Quả Chi, v.v...
Lục Tu Tĩnh viết sách rất nhiều. Tác phẩm hiện còn lại của ông và được sưu tập trong Chính Thống Đạo Tạng là Thái Thượng Động Huyền Linh Bảo Chúng Giản Văn (太上洞玄靈寶眾簡文), Động Huyền Linh Bảo Ngũ Cảm Văn (洞玄靈寶五感文), Lục Tiên Sinh Đạo Môn Khoa Lược (陸先生道門科略), Thái Thượng Động Huyền Linh Bảo Thụ Độ Nghi (太上洞玄靈寶授度儀), Động Huyền Linh Bảo Trai Thuyết Quang Chúc Giới Phạt Đăng Chúc Cảm Nghi (洞玄靈寶齋說光燭戒罰燈祝感儀), v.v... Nhưng cống hiến quan trọng của ông cho Đạo giáo là cuộc cải cách Thiên Sư Đạo. Trong Lục Tiên Sinh Đạo Môn Khoa Lược, ông đề cập trước tiên việc chỉnh đốn Đạo giáo, bao quát nội dung sau:
- Chỉnh đốn tổ chức, kiện toàn chế độ Tam hội nhật (三會日), tức là tập thể thực hành ba ngày trai giới: mồng 5 tháng giêng, mồng 7 tháng 7, và mồng 5 tháng 10.
- Chỉnh đốn việc quản lý tín đồ qua chế độ «trạch lục» (宅錄) tức là đăng ký số lượng nhân khẩu trong hộ tín đồ. Trong những ngày Tam hội nhật, tín đồ phải đến sư trị (師治, trụ sở quản lý của trị) để khai báo số nhân khẩu còn hay mất trong hộ.
- Cùng lúc tề tựu ở sư trị vào ngày Tam hội nhật để thực hiện việc trạch lục, tín đồ được nghe thuyết giảng giáo lý, các giới cấm, khảo sát kiểm điểm công đức. Các tế tửu viết tên tín đồ vào sớ để khải báo Thiên Tào, cầu xin chư thần ban ơn và hộ trì gia đình tín đồ được an ninh, cầu xin nhương tai giải nạn, v.v...
- Lục Tu Tĩnh hết sức coi trọng việc trai giới. Ông tổng kết các nghi thức trai giới đã có và quy định thêm hệ thống trai tiêu gọi là «cửu trai thập nhị pháp» (九齋十二法). Các nghi thức trai tiêu này chịu ảnh hưởng lễ pháp của Nho giáo và tư tưởng «tam nghiệp thanh tịnh» (三業清淨) của Phật giáo.
- Bên cạnh việc hệ thống nghi thức trai tiêu, Lục Tu Tĩnh còn tiến hành chỉnh lý hệ thống kinh điển Đạo giáo và phân loại chúng. Ông được kính trọng như một học giả uyên bác của Đạo giáo, đã chỉnh lý, khảo chứng và lập mục lục cho kinh điển của Linh Bảo Phái, của Thượng Thanh Phái, hệ thống các phương thuốc của Đạo giáo, bùa chú, v.v... (tổng cộng 1128 quyển). Từ đời Tùy đời Đường về sau, những tác phẩm và tổng mục do ông lập trở thành cơ sở để sưu tập Đạo Tạng.

## Hệ thống truyền thừa
Từ đời Đông Tấn trở đi Ngũ Đấu Mễ Đạo được gọi là Thiên Sư Đạo, từ đời Nguyên trở đi gọi là Chính Nhất Đạo. Hệ thống truyền thừa như sau:
1. Tổ Thiên Sư Trương Đạo Lăng (34-156), sáng lập Ngũ Đấu Mễ Đạo. Năm Nguyên Trinh nguyên niên (1295), Nguyên Thành Tông ban hiệu là Chính Nhất Xung Huyền Thần Hoá Tĩnh Ứng Hiển Hựu Chân Quân (正一沖玄神化靜應顯佑真君).
2. Tự Sư Trương Hành (66?-179), con của Trương Đạo Lăng. Năm Chí Đại nguyên niên (1308), Nguyên Vũ Tông phong hiệu là Chính Nhất Tự Sư Thái Thanh Diễn Giáo Diệu Đạo Chân Quân (正一嗣師太清演教妙道真君).
3. Hệ Sư Trương Lỗ (88?-216), con cả của Trương Hành. Nguyên Thành Tông ban hiệu là Chính Nhất Hệ Sư Thái Thanh Chiêu Hoá Quảng Đức Chân Quân (正一系師太清昭化廣德真君).
4. Thiên Sư Trương Thịnh (116?-222?), con thứ tư của Trương Lỗ. Năm Nguyên Chí Chính thứ 13 (1341) được ban hiệu Thanh Vi Hiển Giáo Hoằng Đức Chân Quân (清微顯教弘德真君).
5. Thiên Sư Trương Chiêu Thành (138?-224?), con cả của Trương Thịnh. Năm Nguyên Chí Chính thứ 13 (1341) được ban hiệu Thanh Vi Quảng Giáo Hoằng Đạo Chân Quân (清微廣教弘道真君).
6. Thiên Sư Trương Tiêu (159?-247?), con cả của Trương Chiêu Thành. Năm Chí Chính 13 đời Nguyên, được vua ban hiệu là Thanh Vi Hoằng Giáo Huyền Diệu Chân Quân (清微弘教玄妙真君).
7. Trương Hồi (?-?), tự là Trọng Xương. Năm Nguyên Chí Chính thứ 13 (1341) được ban hiệu là Ngọc Thanh Phụ Giáo Hoằng Tế Chân Quân 玉清輔教弘濟真君.
8. Trương Huýnh (?-?), tự là Ngạn Siêu. Thác Bạt Khuê thường cho vời vào cung để hỏi đạo. Năm Nguyên Chí Chính thứ 13 (1341) được ban hiệu Ngọc Thanh Ứng Hoá Xung Tĩnh Chân Quân 玉清應化沖靜真君.
9. Trương Phù(?-?), tự là Đức Tín. Năm Nguyên Chí Chính thứ 13 (1341) được ban hiệu Ngọc Thanh Tán Hoá Sùng Diệu Chân Quân 玉清贊化崇妙真君.
10. Trương Tử Tường (?-?), tự là Lân Bá. Năm Nguyên Chí Chính thứ 13 (1341) được ban hiệu Thượng Thanh Huyền Diệu Đại Hư Chân Quân 上清玄妙大虛真君.
11. Trương Thông Huyền (?-?), tự là Trọng Đạt. Năm Nguyên Chí Chính thứ 13 (1341) được ban hiệu Thượng Thanh Huyền Ứng Xung Hoà Chân Quân 上清玄應沖和真君.
12. Trương Hằng (?-?), tự là Đức Nhuận. Đường Cao Tông thường cho vời ông vào cung để hỏi han đạo trị quốc an dân. Năm Nguyên Chí Chính thứ 13 (1341) được ban hiệu Thượng Thanh Huyền Đức Thái Hoà Chân Quân 上清玄德太和真君.
13. Trương Quang (?-?), tự là Đức Thiệu. Năm Nguyên Chí Chính thứ 13 (1341) được ban hiệu Thái Huyền Chí Đức Quảng Diệu Chân Quân 太玄至德廣妙真君.
14. Trương Từ Chính (?-?), tự là Tử Minh. Năm Nguyên Chí Chính thứ 13 (1341) được ban hiệu Thái Huyền Thượng Đức Tử Hư Chân Quân 太玄上德紫虛真君.
15. Trương Cao (?-?), tự là Sĩ Long. Đường Huyền Tông thường cho triều kiến, và Đường Túc Tông rất trọng đãi. Năm Nguyên Chí Chính thứ 13 (1341) được ban hiệu Thái Huyền Sùng Đức Huyền Hoá Chân Quân 太玄崇德玄化真君.
16. Trương Ứng Thiều (?-?), tự là Trị Phượng. Năm Nguyên Chí Chính thứ 13 (1341) được ban hiệu Động Hư Diễn Đạo Xung Tố Chân Quân 洞虛演道沖素真君.
17. Trương Thuận (?-?), tự là Trung Phù. Năm Nguyên Chí Chính thứ 13 (1341) được ban hiệu Động Hư Xiển Giáo Phù Hựu Chân Quân 洞虛闡教孚佑真君.
18. Trương Sĩ Nguyên (?-?), tự là Trọng Lương. Năm Nguyên Chí Chính thứ 13 (1341) được ban hiệu Động Hư Minh Đạo Tán vận Chân Quân 洞虛明道贊運真君.
19. Trương Tu (?-?), tự là Đức Chân. Năm Nguyên Chí Chính thứ 13 (1341) được ban hiệu Xung Huyền Dực Hoá Chiêu Khánh Chân Quân 沖玄翊化昭慶真君.
20. Trương Kham (?-?), tự là Tử Kiên. Đường Vũ Tông và Đường Ý Tông rất trọng đãi. Năm Nguyên Chí Chính thứ 13 (1341) được ban hiệu Xung Huyền Động Chân Phù Đức Chân Quân 沖玄洞真孚德真君.
21. Trương Bỉnh Nhất (?-?), tự là Ôn Phủ. Năm Nguyên Chí Chính thứ 13 (1341) được ban hiệu Thủ Huyền Tử Cực Chiêu Hoá Chân Quân 守玄紫極昭化真君.
22. Trương Thiện (?-?), tự là Nguyên Trường. Năm Nguyên Chí Chính thứ 13 (1341) được ban hiệu Thanh Hư Sùng Ứng Phù Huệ Chân Quân 清虛崇應孚惠真君.
23. Trương Quý Văn (?-?), tự là Trọng Khuê. Năm Nguyên Chí Chính thứ 13 (1341) được ban hiệu Thanh Hư Diệu Đạo Phụ Quốc Chân Quân 清虛妙道輔國真君.
24. Trương Chính Tuỳ (?-?), tự là Bảo Thần. Năm 1016, Tống Chân Tông mời vào cung và lập Thụ lục viện (授籙院) và ban hiệu là Chân Tĩnh tiên sinh (真靜先生). Năm Nguyên Chí Chính thứ 13 (1341) được ban hiệu Thanh Hư Quảng Giáo Diệu Tế Chân Quân 清虛廣教妙濟真君.
25. Trương Càn Diệu (?-?), tự là Nguyên Quang. Năm 1030, Tống Nhân Tông mời vào cung hỏi đạo và ban hiệu Trừng Tố tiên sinh (澄素先生). Năm Nguyên Chí Chính thứ 13 (1341) được ban hiệu Sùng Huyền Phổ Tế Trạm Tịch Chân Quân 崇玄普濟湛寂真君.
26. Trương Tự Tông (?-?), tự là Vinh Tổ. Năm 1055, Tống Nhân Tông mời vào ông cung lập đàn cầu đảo, và ban cho hiệu Xung Tĩnh tiên sinh (沖靜先生). Năm Nguyên Chí Chính thứ 13 (1341) được ban hiệu Sùng Chân Phổ Hoá Diệu Ngộ Chân Quân 崇真普化妙悟真君.
27. Trương Tượng Trung (?-?), tự là Củng Thần. Tống Nhân Tông thường mời vào cung hỏi đạo và trọng đãi. Năm Nguyên Chí Chính thứ 13 (1341) được ban hiệu Sùng Chân Thông Huệ Tử Huyền Chân Quân 崇真通惠紫玄真君.
28. Trương Đôn Phục (?-?), tự là Diên Chi. Những năm Hi Ninh (1068-1077), Tống Thần Tông thường mời ông vào cung lập đàn, và ban tặng hiệu Bảo Quang tiên sinh (葆光先生). Năm Nguyên Chí Chính thứ 13 (1341) được ban hiệu Thái Cực Vô Vi Diễn Đạo Chân Quân 太極無為演道真君.
29. Trương Cảnh Đoan (?-?), tự là Tử Nhân. Năm 1108, Tống Huy Tông ban hiệu Bảo Chân tiên sinh 葆真先生. Năm Nguyên Chí Chính thứ 13 (1341) được ban hiệu Thái Cực Thanh Hư Từ Diệu Chân Quân 太極清虛慈妙真君.
30. Trương Kế Tiên (1092-1128), tự là Gia Văn. Tống Huy Tông nhiều lần mời vào cung hỏi thuật luyện đan, ban hiệu Hư Tĩnh tiên sinh 虛靖先生. Nguyên Vũ Tông ban hiệu Hư Tĩnh Huyền Thông Hoằng Ngộ Chân Quân 虛靖玄通弘悟真君.
31. Trương Thời Tu (?-?), tự là Triêu Anh. Năm Nguyên Chí Chính thứ 13 (1341) được ban hiệu Chính Nhất Hoằng Hoá Minh Ngộ Chân Quân 正一弘化明悟真君.
32. Trương Thủ Chân (?-?), tự là Tuân Nhất. Tống Cao Tông thường mời vào cung giảng đạo. Tống Hiếu Tông mời vào cung thiết đàn và ban hiệu Chính Ứng tiên sinh 正應先生. Năm Nguyên Chí Chính thứ 13 (1341) được ban hiệu Sùng Hư Quang Diệu Chính Ứng Chân Quân 崇虛光妙正應真君.
33. Trương Cảnh Uyên (?-1190), tự là Đức Oanh. Năm Nguyên Chí Chính thứ 13 (1341) được ban hiệu Sùng Chân Thái Tố Xung Đạo Chân Quân 崇真太素沖道真君. Năm 1173, Trương Cảnh Uyên nhận em út Trương Tự Tiên (1171-?) làm con. Khi Cảnh Uyên mất, Tự Tiên 19 tuổi tạm nắm quyền (gọi là Nhiếp Thiên Sư 攝天師) trong 11 năm thì trao ấn kiếm lại cho cháu là Trương Khánh Tiên.
34. Trương Khánh Tiên (?-1209), tự là Thiệu Tổ, là con của Trương Cảnh Uyên. Đời Tống Ninh Tông, năm 1201, Trương Khánh Tiên nhận ấn kiếm từ Nhiếp Thiên Sư. Năm Nguyên Chí Chính thứ 13 (1341) được ban hiệu Sùng Hư Chân Diệu Quang Hoá Chân Quân 崇虛真妙光化真君.
35. Trương Khả Đại (1217-1263), tự là Tử Hiền. Trương Khánh Tiên mất sớm, con là Trương Thành Đại còn nhỏ, nên cha của Trương Khả Đại là Trương Thiên Lân (tức Nhân Tĩnh tiên sinh 仁靜先生) tạm chưởng giáo. Nhưng Thành Đại chết yểu và Thiên Lân cũng qua đời (1230) nên Trương Khả Đại được xem là truyền nhân của Trương Khánh Tiên. Tống Lý Tông năm 1236 mời Trương Khả Đại vào cung để xem xét việc trùng san Đạo Tạng. Năm 1239, Tống Lý Tông ban cho hiệu Quán Diệu tiên sinh 觀妙先生. Năm Nguyên Chí Chính thứ 13 (1341) được ban hiệu Thông Huyền Ứng Hoá Quán Diệu Chân Quân 通玄應化觀妙真君.
36. Trương Tông Diễn (khoảng 1244-1291), tự là Thế Truyền. Nguyên Thế Tổ Hốt Tất Liệt nhiều lần mời ông vào cung thiết đàn, ban cho ấn triện bằng bạc thuộc hàng nhị phẩm, thống lĩnh Đạo giáo ở Giang Nam. Nguyên Thành Tông ban hiệu Diễn Đạo Linh Ứng Xung Hoà Huyền Tĩnh Chân Quân 演道靈應沖和玄靜真君.
37. Trương Dữ Đệ (?-1294), tự là Quốc Hoa, là con cả của Trương Tông Diễn. Nguyên Thế Tổ thường mời vào cung và ban hiệu Thể Huyền Hoằng Đạo Quảng Giáo Chân Nhân 體玄弘道廣教真人.
38. Trương Dữ Tài (?-1316), tự là Quốc Lương, là con thứ của Trương Tông Diễn. Nguyên Thành Tông năm 1296 ban cho ông hiệu Thái Tố Ngưng Thần Quảng Đạo Chân Nhân 太素凝神廣道真人 và ban cho mẹ của ông (Chu thị 周氏) hiệu Huyền Chân Diệu Ứng tiên cô 玄真妙應仙姑. Nguyên Vũ Tông lên ngôi (1308), ban cho ông chức Kim Tử Quang Lộc Đại Phu, phong làm Lưu Quốc Công, ban cho ấn triện bằng vàng hàng nhất phẩm, và ban hiệu Thái Tố Ngưng Thần Quảng Đạo Minh Đức Đại Chân Nhân 太素凝神廣道明德大真人.
39. Trương Tự Thành (?-1344), tự là Thứ Vọng. Nguyên Nhân Tông năm 1317 ban hiệu Thái Huyền Phụ Hoá Thể Nhân Ứng Đạo Đại Chân Nhân 太玄輔化體仁應道大真人 và ban cho mẹ ông (Dịch thị) hiệu Diệu Minh Huệ Ứng Thường Tĩnh Chân Nhân 妙明慧應常靜真人. Minh Thái Tổ năm 1370 ban hiệu Thái Huyền Hoằng Hoá Minh Thành Sùng Đạo Đại Chân Nhân 太玄弘化明誠崇道大真人.
40. Trương Tự Đức (?-1352), tự là Thái Ất, là em của Trương Tự Thành. Nguyên Thuận Đế ban hiệu Thái Ất Minh Giáo Quảng Huyền Thể Đạo Đại Chân Nhân 太乙明教廣玄體道大真人.
41. Trương Chính Ngôn (?-1359), tự là Đông Hoa, là con cả của Trương Tự Đức. Nguyên Thuận Đế ban hiệu Minh Thành Ngưng Đạo Hoằng Văn Quảng Giáo Đại Chân Nhân 明誠凝道弘文廣教大真人, chưởng quản Đạo giáo ở Giang Nam.
42. Trương Chính Thường (?-1378), tự là Trọng Kỷ, là con của Trương Tự Thành. Minh Thái Tổ năm 1368 ban hiệu Chính Nhất Tự Giáo Hộ Quốc Xiển Tổ Thông Thành Sùng Đạo Hoằng Đức Đại Chân Nhân 正一嗣教護國闡祖通誠崇道弘德大真人.
43. Trương Vũ Sơ (?-1410), tự là Tử Tuyền. Minh Thái Tổ năm 1380 ban cho ông hiệu Chính Nhất Tự Giáo Đạo Hợp Vô Vi Xiển Tổ Quang Phạm Đại Chân Nhân 正一嗣教道合無為闡祖光范大 真人và ban cho mẹ ông (Bao thị 包氏) hiệu Thanh Hư Xung Tố Diệu Thiện Huyền Quân 清虛沖素妙善玄君.
44. Trương Vũ Thanh (?-1427), tự là Ngạn Ky, em của Trương Vũ Sơ, kế vị năm 1410. Minh Thành Tổ vời vào cung ban hiệu Chính Nhất Tự Giáo Thanh Hư Xung Tố Quang Tổ Diễn Đạo Đại Chân Nhân 正一嗣教清虛沖素光祖演道大真人 và năm 1419 phong cho vợ của ông (Tôn thị 孫氏) là Đoan Tĩnh Trinh Thục Diệu Huệ Huyền Quân 端靜貞淑妙惠玄君. Minh Nhân Tông lên ngôi (1425) phong ông là Chính Nhất Tự Giáo Thanh Hư Xung Tố Quang Tổ Diễn Đạo Sùng Khiêm Thủ Tĩnh Động Huyền Đại Chân Nhân 正一嗣教清虛沖素光祖演道崇謙守靜洞玄大真人.
45. Trương Mậu Thừa (1387-1444), tự là Văn Khai. Minh Tuyên Tông năm 1429 ban hiệu Chính Nhất Tự Giáo Sùng Tu Chí Đạo Bao Tố Diễn Pháp Chân Nhân 正一嗣教崇修至道葆素演法真人 và năm 1430 phong cho vợ của ông (Tôn thị 孫氏) là Nhu Huệ Chân Tĩnh Huyền Quân 柔惠真靜玄君. Minh Anh Tông phong cho vợ kế của ông (Đổng thị 董氏) là Ôn Tĩnh Nhu Thuận Huyền Quân 溫靜柔順玄君.
46. Trương Nguyên Cát (1435-?), tự là Mạnh Dương, là cháu của Trương Mậu Thừa. Năm 1445, Minh Anh Tông ban hiệu Chính Nhất Tự Giáo Xung Hư Thủ Tố Thiệu Tổ Sùng Pháp Chân Nhân 正一嗣教沖虛守素紹祖崇法真人 và năm 1446 phong cho cha ông (Trương Lưu Cương) là Chính Nhất Tự Giáo Sùng Huyền Dưỡng Tố Tịch Tĩnh Chân Nhân 正一嗣教崇玄養素寂靜真人, phong cho mẹ ông (Cao thị 高氏) là Từ Huệ Tĩnh Thục Huyền Quân 慈惠靜淑玄君. Năm 1467, Minh Hiến Tông gia phong cho ông là Chính Nhất Tự Giáo Thể Huyền Sùng Mặc Ngộ Pháp Thông Chân Xiển Đạo Hoằng Hoá Phụ Đức Hựu Thánh Diệu Ứng Đại Chân Nhân 正一嗣教體玄崇默悟法通真闡道弘化輔德佑聖妙應大真人.
47. Trương Huyền Khánh (?-1509), tự là Thiên Tích, là em họ của Trương Nguyên Cát. Minh Hiến Tông ban hiệu Chính Nhất Tự Giáo Bảo Hoà Dưỡng Tố Kế Tổ Thủ Đạo Đại Chân Nhân 正一嗣教葆和養素繼祖守道大真人 và phong cho mẹ ông (Ngô thị) là Chí Thuận Thục Tĩnh Huyền Quân 志順淑靜玄君.
48. Trương Ngạn Phiến (1490-1550), tự là Sĩ Chiêm, là con của Trương Huyền Khánh. Năm 1501, Minh Hiếu Tông ban hiệu Chính Nhất Tự Giáo Trí Hư Xung Tĩnh Thừa Tiên Hoằng Hoá Đại Chân Nhân 正一嗣教致虛沖靜承先弘化大真人. Năm 1526, Minh Thế Tông gia phong là Chính Nhất Tự Giáo Hoài Huyền Bão Chân Dưỡng Tố Thủ Mặc Bảo Quang Lý Hoà Trí Hư Xung Tĩnh Thừa Tiên Hoằng Hoá Đại Chân Nhân 正一嗣教懷玄抱真養素守默葆光履和致虛沖靜承先弘化大真人.
49. Trương Vĩnh Tự (?-1565), tự là Doãn Thừa, là con của Trương Ngạn Phiến. Năm 1549, Minh Thế Tông phong là Chính Nhất Tự Giáo Thủ Huyền Dưỡng Tố Tuân Phạm Sùng Đạo Đại Chân Nhân 正一嗣教守玄養素遵范崇道大真人.
50. Trương Quốc Tường (?-1611), tự là Văn Chinh, là con của Trương Vĩnh Tự, được ban hiệu Chính Nhất Tự Giáo Ngưng Thành Chí Đạo Xiển Huyền Hoằng Giáo Đại Chân Nhân 正一嗣教凝誠志道闡玄弘教大真人. Năm 1607, ông vâng sắc chỉ của Minh Thần Tông hiệu chỉnh Tục Đạo Tạng.
51. Trương Hiển Tổ (?-?), tự là Cửu Công, là con của Trương Quốc Tường. Minh Thần Tông sắc chỉ bảo đổi tên Hiển Tổ thành Hiển Dung. Ông mất năm 81 tuổi, được ban hiệu Chính Nhất Tự Giáo Quang Dương Tổ Phạm Xung Hoà Thanh Tố Đại Chân Nhân 正一嗣教光揚祖范沖和清素大真人.
52. Trương Ứng Kinh (?-1651), tự là Dực Thần, chưởng giáo năm 1636. Năm Khang Hi 42 (1703), ông được phong Quang Lộc đại phu.
53. Trương Hồng Nhậm (1624-1667), tự là Hán Cơ, là con thứ của Trương Ứng Kinh, chưởng giáo năm 1651. Năm Khang Hi 42, được phong là Quang Lộc đại phu.
54. Trương Kế Tông (1666-1715), tự là Thiện Thuật, là con Trương Hồng Nhậm. Khi 8 tháng tuổi cha mất, chú là Trương Hồng Hài tạm thời chưởng giáo đến khi Kế Tông lên 14 tuổi mới trao lại ấn kiếm. Năm Khang Hi 42, được phong là Quang Lộc đại phu.
55. Trương Tích Lân (?-1727), tự là Nhân Chỉ. Thanh Thế Tông lên ngôi, phong làm Quang Lộc đại phu.
56. Trương Ngộ Long (?-?), tự là Phụ Thiên, còn bé thì cha là Trương Tích Lân mất, hai chú là Trương Khánh Lân và Trương Chiêu Lân tạm nắm quyền. Năm Càn Long thứ 7 (1742) ông phụng sắc chỉ mà chưởng giáo. Năm 1771, ông được phong là Thông Nghị đại phu.
57. Trương Tồn Nghĩa (1752-1779), tự là Phương Trực, chưởng giáo năm 1766.
58. Trương Khởi Long (?-1798), tự là Thiệu Vũ. Năm 1780, ông phụng chỉ vua mà chưởng giáo.
59. Trương Ngọc (?-?), tự là Bội Tương, là con thứ của Trương Khởi Long, chưởng giáo năm 1800. Năm Quang Tự 30 (1904), được phong là Quang Lộc đại phu.
60. Trương Bồi Nguyên (?-1859), tự là Dục Thành, chưởng giáo năm 1829. Năm Quang Tự 30, được phong là Quang Lộc đại phu.
61. Trương Nhân Trinh (?-?), tự là Bính Tường, chưởng giáo năm 1862, mất năm 63 tuổi. Năm Quang Tự 30, được phong là Quang Lộc đại phu.
62. Trương Nguyên Húc (?-1924), tự là Hiểu Sơ, chưởng giáo năm 1904. Đầu năm Dân Quốc việc phong hiệu bị phế bỏ. Khi Viên Thế Khải xưng đế, lại phong cho ông là Chính Nhất Tự Giáo Đại Chân Nhân 正一嗣教大真人.
63. Trương Ân Phổ (1904-1969), tự là Hạc Cầm, là con của Trương Nguyên Húc, chưởng giáo năm 1924. Năm 1949 ông di cư sang Đài Loan, và năm 1950 sáng lập Đạo giáo hội của Đài Loan. Năm 1957 ông thiết lập Đạo giáo cư sĩ hội và Đạo giáo đại pháp sư hội.
64. Trương Uyên Tiên (1931-2008), cháu họ Trương Ân Phổ, chưởng giáo năm 1971. Kế vị do con trai của Trương Ân Phổ mất sớm. Năm 1992, sáng lập Hiệp hội Thiên sư đạo Trung Quốc.

Năm 2008, Thiên sư Trương Uyên Tiên lâm bệnh qua đời nhưng không có con trai kế thừa, nội bộ gia tộc họ Trương nổi lên sự tranh quyền kế vị Thiên sư. Tại Đài Loan có Trương Ý Tướng, Trương Mỹ Lương, Trương Ý Phượng, Trương Đạo Trinh. Tại đại lục có Trương Kim Đào, Trương Kế Vũ, Trương Quý Hoa. Ngày 10 tháng 6 năm 2009 (tức ngày 18 tháng 5 Âm lịch), nhân ngày Tổ sư Trương Đạo Lăng thọ đản, Trương Ý Tướng tổ chức lễ kế vị tại Đài Bắc xưng là Thiên sư đời thứ 65. Cùng lúc, Trương Đạo Trinh cũng tổ chức lễ kế vị, xưng Thiên sư đời 66 tại Nam Đầu. Cho đến nay, cục diện 2 vị Thiên sư cùng tồn tại vẫn diễn ra. 
Vì ở Đài Loan có Trương Ý Tướng và Trương Đạo Trinh tự xưng là Thiên Sư nhưng không được môn đồ tại Đại Lục công nhận, vì cho rằng họ chưa xứng đáng với chức phận Thiên Sư (Chưởng Môn), nên đã tự hội ý và đưa ra quyết định tổ chức cuộc bầu chọn ra một vị có bối phận cao và đức độ đảm nhận chức vụ Giám Viện của Chính Nhất Đạo tại Đại Lục. Người được tín nhiệm và lựa chọn đảm nhiệm chức vụ Giám Viện là Trương Kim Đào Chân Nhân (1964-?). Trương Kim Đào vẫn đang đảm nhiệm chức vụ Giám Viện cho đến nay. Giám Viện là chức vụ cao nhất trong Chính Nhất Đạo cũng như một số tông phái khác của Đạo Giáo tại Đại Lục hiện nay. 

## Tam quốc diễn nghĩa
Tại Hồi thứ 59 thì Tam quốc diễn nghĩa giới thiệu kỹ về Hán Trung của Trương Lỗ và Ngũ đấu mễ đạo như sau: "Trương Lỗ nguyên là người ở đất Phong nước Bái. Tổ Trương Lỗ là Trương Lăng, ẩn ở núi Hộc-minh xứ Tây Xuyên, đặt ra sách đạo để dạy dỗ người ta, ai cũng kính nể. Sau khi Lăng chết, con là Trương Hành nối giữ nghiệp ấy. Nhân dân ai đến học đạo đều phải giúp năm đấu thóc; bấy giờ gọi là "giặc gạo". Trương Hành mất, Trương Lỗ thay thế, tự xưng là "Sư quân". Học trò thì gọi là "quỷ tốt", người cầm đầu các nhóm học trò thì gọi là "tế tửu"; ai thống lĩnh nhiều người hơn, gọi là "trị đầu đại tế tửu", cốt giữ điều thật thà làm gốc, không được dối trá. Ai bị đau ốm gì, phải lập một cái đàn để cúng vái; người ốm phải ở riêng một nhà tĩnh mịch, tự xét lại lầm lỗi của mình, và thú thực cả ra, rồi mới cúng vái cho. Người coi việc cúng vái gọi là "gian lệnh tế tửu". Phép cúng thì viết tên họ người ốm, kể tình thú tội, sao ra ba bản văn gọi là "tam quan thủ thư". Một bản đặt lên trên đỉnh núi để tâu với trời; một bản chôn xuống đất để tâu với đất; một bản bỏ xuống nước để tâu với thủy quan. Khi khỏi bệnh, phải tạ lại năm đấu thóc. Lại làm ra một cái nhà gọi là "nghĩa xá", trong nhà chứa đủ cơm gạo, củi lửa, đồ ăn; ai qua lại đó cứ vào lấy mà ăn; ai ăn nhiều quá sẽ bị trời giết. Trong địa hạt ấy, ai phạm tội được khoan hồng ba lần; nếu không chừa thì mới trị tội. Ở xứ ấy không có quan cai trị, mọi việc đều do Tế tửu coi giữ. Trương Lỗ cứ như thế hùng cứ ở xứ Hán-trung đã ba mươi năm trời. Triều đình cho nơi này xa xôi, không thể đánh dẹp được, nên phải phong cho Trương Lỗ làm Trấn nam trung lang tướng, lĩnh chức thái thú ở Hán-ninh, chỉ phải hàng năm tiến cống mà thôi".